# Igny (Essonne)
Igny település Franciaországban, Essonne megyében. Lakosainak száma 10 571 fő (2022. január 1.). Igny Verrières-le-Buisson, Bièvres, Vauhallan, Palaiseau és Massy községekkel határos.

## Népesség
A település népességének változása:
| Lakosok száma | 10 228 | 10 035 | 10 335 | 10 052 | 9744 | 9917 | 10 157 | 10 213 | 10 571 |
|               | 2013   | 2015   | 2016   | 2017   | 2018 | 2019 | 2020   | 2021   | 2022   |